# Henri-Gustave-André Borgnis-Desbordes
Henri-Gustave-André Borgnis-Desbordes, francoski general, * 1895, † 1982.